# Jim Jontz
James Prather "Jim" Jontz, född 18 december 1951 i Indianapolis i Indiana, död 14 april 2007 i Portland i Oregon, var en amerikansk politiker (demokrat). Han var ledamot av USA:s representanthus 1987–1993.
Jontz efterträdde 1987 Elwood Hillis som kongressledamot och efterträddes 1993 av Steve Buyer.